# Mahabalipuram

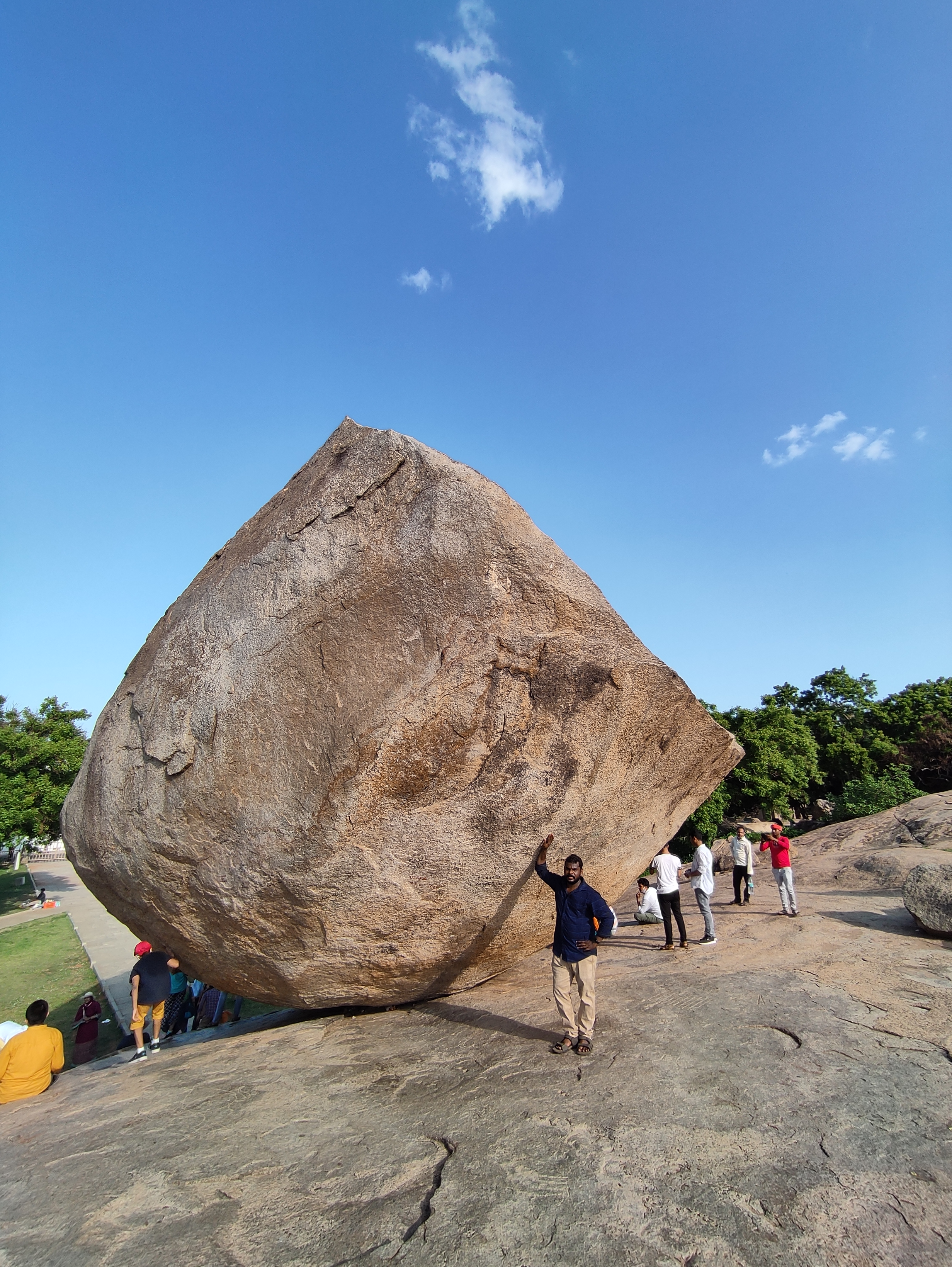
Krishna's Butterball (boterbal of anders Vaan Irai Kal, Tamil, 'steen van de hemelgod'), Mahabalipuram

Mahabalipuram (naar de demonenkoning Mahabali) of Mamallapuram (naar de Pallava-koning Mamalla) is een 7e-eeuwse havenstad in India ongeveer 60 kilometer ten zuiden van Chennai in Tamil Nadu. In Mahabalipuram staan verschillende historische monumenten gebouwd tussen de 7e en 9e eeuw. Deze staan op de Werelderfgoedlijst.

## Demografie
Volgens de Indiase volkstelling van 2001 wonen er 12.049 mensen in Mamallapuram, waarvan 52% mannelijk en 48% vrouwelijk is. De plaats heeft een alfabetiseringsgraad van 74%.

## Bezienswaardigheden
In de stad liggen verschillende religieuze complexen uit de 7e en 8e eeuw. Ze zijn in 1984 op de werelderfgoedlijst van UNESCO geplaatst. De monumenten omvatten (grot)tempels, monolithische rathas (wagens) en gebeeldhouwde reliëfs.
Enkele belangrijke monumenten zijn:
- De geboorte van de Ganges / De boetedoening van Arjuna: reliëf-beeldhouwwerk.
- De Shore Temple (Oevertempel, 8e eeuw, gebouwd door Narasimhavarman II): een tempel aan de kust van de Golf van Bengalen
- Pancha Rathas (Vijf wagens): vijf monolithische bouwwerken vernoemd naar de vijf Pandava's.
- Krishna's boterbal, een monoliet. Krishna zou volgens de mythe als kind liefhebber van boter (ghee) zijn geweest, vandaar zijn koosnaam Makhan Chor (boterdief).

Onder water liggen overblijfselen die vermoedelijk behoorden tot havenstructuren en/of tempels. Volgens een overlevering lagen in Mahabalipuram de Zeven Pagodes, waarvan er zes in zee zouden zijn verdwenen.